# Szulak (város)
Szulak – városi jellegű település Dagesztánban, a Szulak folyó torkolatánál. Mahacskala városi negyedében található. Mahacskala város Kirov kerületi közigazgatásának alárendeltje.

## Fekvése
Mahacskalától 35 km-rel északra, a Szulak-folyó bal partján található, nem messze a Kaszpi-tengertől.

## Történelem
A helynév a türkiai "négy folyót összekötő folyó", az "összes együtt" szulak (török) fordítása. Az itt található Szulak folyó négy folyó összességéből áll: Andi Kojszu, Karakumiki Kojszu, Avar Kojszu és Karakojszu.
Szulak egykor orosz halásztelep volt. Az 1930-as években Hizrojevkának hívták, majd Fő Szulaknak. 1949-től státusza városi típusú település.
A lakosság fő foglalkozása a halászat és az azzal való kereskedelem.

## Lakossága
Az 1926-os népszámlálás adatai szerint:
- szám 	állampolgárság 	Az emberek száma
- 1 	orosz 	331 	77,7%
- 2 	kumikok 	30 	7,0%
- 3 	ukránok 	26 	6,1%
- 4 	Dargin 	13 	3,1%
- 5 	a perzsák 	11 	2,6%
- 6 	tatárok 	7 	1,6%
- 7 	Letts 	4 	0,9%
- 8 	avarok 	3 	0,7%
- 9 	nogaj 	1 	0,2%

A 2010-es népszámlálás szerint:
- nogaj 	5016 	58,59%
- kumikok 	1 006 	11,75%
- orosz 	696 	8,13%
- Laks 	635 	7,41%
- avarok 	620 	7,24%
- Dargin 	327 	3,82%
- Lezghins 	111 	1,30%
- más 	114 	1,33%
- nem jelezte 	40 	0,47%
- össz. 	8 565 	100,00%

## Fordítás
- Ez a szócikk részben vagy egészben  a(z)   Сулак (Дагестан) című orosz Wikipédia-szócikk fordításán alapul.  Az eredeti cikk szerkesztőit annak laptörténete sorolja fel. Ez a jelzés csupán a megfogalmazás eredetét és a szerzői jogokat jelzi, nem szolgál a cikkben szereplő információk forrásmegjelöléseként.

1. ↑  https://rosstat.gov.ru/storage/mediabank/Сhisl_MO_01-01-2024.xlsx (orosz nyelven). Orosz Szövetségi Állami Statisztikai Hivatal, 2024. április 27.